# 横浜商品取引所
横浜商品取引所（よこはましょうひんとりひきじょ、Yokohama Commodity Exchange、Y-COM）は、かつて横浜市中区に存在した商品取引所である。

## 概要
- 上場商品：野菜、じゃがいも、日本生糸、国際生糸
- 所在地：横浜市中区山下町1番地 シルクセンター4F

## 沿革
- 1998年10月1日：前橋乾繭取引所と横浜生絲取引所との合併により発足。
- 2006年4月1日：東京穀物商品取引所に合併され、生糸・野菜の取引が引き継がれた。

## 関連事項
- 東京穀物商品取引所
- 前橋繭糸取引所
- 横浜生絲取引所
- シルクセンター
- 先物取引所の一覧